# بخش مرکزی شهرستان آبیک
بخش مرکزی شهرستان آبیک یکی از بخش‌های شهرستان آبیک است.

## تقسیمات کشوری
- بخش مرکزی شهرستان آبیک
  - دهستان زیاران
  - دهستان کوهپایه شرقی (آبیک)
  - دهستان کوهپایه غربی (آبیک)

شهر: آبیک

## جمعیت
بنابر سرشماری مرکز آمار ایران، جمعیت بخش مرکزی شهرستان آبیک در سال ۱۳۸۵ برابر با ۷۰۴۱۶ نفر بوده‌است.اکثریت جمعیت بخش مرکزی شهرستان آبیک را ترکهای آذری
 به همراه اقلیتی از رمانلویی زبانهای روستای زرگر، تات ها و کردها تشکیل میدهند.